# Gil Jourdan
Gil Jourdan è un personaggio immaginario protagonista di una omonima serie a fumetti, di genere hard boiled realistico ma disegnata con uno stile da fumetto umoristico, ideato da Maurice Tillieux nel 1956. Fu molto popolare negli anni sessanta e settanta.

## Storia editoriale
Il personaggio (creato partendo da una precedente creazione dell'autore, un giornalista investigativo di nome Félix), esordì sul settimanale a fumetti belga Spirou con l'episodio "Libellule s'évade" pubblicato dal n. 962 del 20 settembre 1956 al n. 988 del 21 marzo 1957 e vennero prodotti 26 episodi, quasi tutti riproposti in volume dall'editore Dupuis nei successivi venti anni. In Italia venne pubblicato dal 1962 al 1963 per sette episodi nel settimanale Tipitì della Editrice Dardo con il nome di Gil Giordan. Nel 1969, dopo aver realizzato dodici album, Tillieux incaricò altri autori di realizzare i disegni della serie che si concluse poi nel 1978 con l'ultima storia pubblicata su un numero speciale della rivista Tintin; poco dopo Tillieux morì in un incidente automobilistico.

## Personaggio
Gilbert Jourdan è un investigatore privato che ha come collaboratore Libellule, un ex criminale, la giovane Queue-de-cerise e può contare sull'amicizia dell'ispettore Crouton della Polizia di Parigi.

## Elenco degli albi
- Libuelle s'évade (1959)
- Popaï et vieux tableaux (1959)
- La Voiture immergée (1959)
- Les Cargos du crépuscule (1961)
- L'Enfer de Xique-Xique (1962)
- Surboum pour 4 roues (1963)
- Les Moines rouges (1964)
- Les 3 taches (1965)
- Le Gant à 3 doigts (1966)
- Le Chinois à deux roues (1967)
- Chaud et froid (1969)
- Pâtée explosive (1971)
- Carats en vrac (1971)
- Gil Jourdan et les fantômes (1972)
- Sur la piste d'un 33 tours (1973)
- Entre deux eaux (1979)